# Ellie Kendrick
Eleanor Lucy V. Kendrick (ur. 8 czerwca 1990 w Londynie) –  angielska aktorka, która wystąpiła m.in. w serialu Gra o tron.

## Filmografia
| Rok       | Tytuł                      | Rola               | Uwagi                  |
| --------- | -------------------------- | ------------------ | ---------------------- |
| 2004      | Budząc zmarłych            | młoda Greta        | 1 odc.                 |
| 2004      | Doctors                    | Laura              | 1 odc.                 |
| 2006      | Główny podejrzany          | Melanie            | 2 odc.                 |
| 2007      | Lewis                      | Megan Linn         | 1 odc.                 |
| 2009      | The Diary of Anne Frank    | Anne Frank         | miniserial, 5 odc.     |
| 2009      | Była sobie dziewczyna      | Tina               | film                   |
| 2010      | Upstairs Downstairs        | Ivy Morris         | 3 odc.                 |
| 2012      | Wymarzona pogoda na ślub   | Kitty Thatcham     | film                   |
| 2012–2013 | Być człowiekiem            | Allison            | 2 odc.                 |
| 2013      | Chickens                   | Constance          | 1 odc.                 |
| 2013      | Wyklęci                    | Helen              | 5 odc.                 |
| 2013–2017 | Gra o tron                 | Meera Reed         | 16 odc.                |
| 2016      | Native                     | Eva                | film                   |
| 2016      | Love Is Thicker Than Water | Helen              |                        |
| 2016      | Whisky Galore!             | Catriona Macroon   | film                   |
| 2016      | The Levelling              | Clover             | film                   |
| 2018      | Targowisko próżności       | Jane Osborne       | miniserial, gł. obsada |
| 2018      | Prasa                      | Leona Manning-Lynd | miniserial, gł. obsada |
| 2018      | Benjamin                   | Anna               | film                   |
| 2020      | Cobra                      | Stephanie Lodge    | 6 odc.                 |
| 2020      | McDonald & Dodds           | Elenora Crockett   | 1 odc.                 |
| 2021      | Dodo                       | Lily               | 15 odc.                |
| 2022      | Lazy Susan                 | Liz                | 1 odc.                 |
| 2022      | Przywiązanie               | Leah               | film                   |